# Institut Europeu d'Innovació i Tecnologia
Institut Europeu d'Innovació i Tecnologia (en anglès: EIT European Institute of Innovation and Technology) és un projecte tecnològic de la Comissió Europea per fomentar l'excel·lència en matèria d'ensenyament superior, recerca i innovació dintre de la Unió Europea (UE). Es va establir l'11 de març de 2008.
Existeix també un centre EIT que es troba a Rímini, Itàlia.

## Història
L'Institut Europeu d'Innovació i Tecnologia va néixer per una proposta de la Comissió Europea per al Consell Europeu que es va adoptar el 22 de febrer de 2006 i es va portar a terme en el marc de l'Estratègia de Lisboa per al creixement i l'ocupació. Permet la integració entre l'educació superior, la recerca i la innovació amb l'objectiu de reduir el dèficit d'Europa en matèria d'innovació, donant com a supòsit que aquest és un factor important per al creixement, la competitivitat i, per tant, el progrés social del segle XXI.
Les principals ciutats candidates a la seu van ser Viena / Bratislava, Wrocław, Jena, Budapest, Sant Cugat del Vallès. Budapest va ser escollida el 18 de juny 2008 i la seu es va establir a l'abril de 2010.

## Objectius
L'EIT pretén ser un òrgan lleuger, flexible on es formaran llicenciats, doctors, es practicarà la recerca i la innovació, tant en àmbits estratègics com a la gestió científica i d'innovació.
Un dels objectius marcats és poder competir amb altres complexos tecnològics com l'Institut Tecnològic de Massachusetts (MIT), dels quals fins a 61 membres d'aquesta institució han rebut el Premi Nobel. De fet, la Unió Europea va aconseguir el 19% d'aquests premis, durant els anys 1995 i 2004, mentre que durant 1901 i 1950 van aconseguir fins al 73%. També la situació internacional està canviant i pretén servir de competència al desenvolupament continu de l'Índia i la Xina. S'estima que la Xina produeix actualment més graduats en matemàtiques, ciència i tecnologia cada any que tota la UE.

## Característiques
La Comissió va plantejar per a l'EIT una estructura de tipus "mixt", amb una "Junta de govern" de caràcter autònom de la que depèn una xarxa de comunitats de coneixement, repartides per tota la UE, encarregades de les activitats d'investigació en una desena d'àmbits estratègics interdisciplinaris.
La Comissió va manifestar que seria preferible una xarxa integrada per les institucions existents a la creació d'una nova. L'IET va instaurar una "etiqueta" com a distintiu de la innovació europea. El projecte va sorgir en un moment en què el pressupost científic europeu per al període 2007-2013 estava encara en plena discussió.